# Wissarion (Kostić)
Wissarion, imię świeckie Dejan Kostić (ur. 27 lipca 1910 w Temesvárze, zm. 1 grudnia 1979 we Vršacu) – serbski biskup prawosławny.

## Życiorys
Był synem Slobodana i Pauliny Kosticiów. Zarówno jego ojciec, jak i matka wywodzili się z rodzin, w których mężczyźni tradycyjnie zostawali duchownymi. Ukończył gimnazjum w Budapeszcie, zaś w 1933 – wyższe studia teologiczne na Uniwersytecie Belgradzkim. Nie przyjął jednak natychmiast święceń kapłańskich, lecz podjął pracę nauczyciela w liceum serbskim w Timișoarze.
W 1935 złożył wieczyste śluby mnisze w monasterze Beočin, przed jego przełożonym, archimandrytą Dosyteuszem, przyjmując imię zakonne Wissarion. Dwa lata później przyjął święcenia diakońskie z rąk patriarchy serbskiego Barnaby. Na kapłana wyświęcił go w 1941 patriarcha serbski Gabriel V. Od 1937 Wissarion (Kostić) pracował w seminarium duchownym w Belgradzie oraz w kancelarii patriarchy. Obronił również doktorat w dziedzinie teologii, specjalizując się w patrologii.
Nominację biskupią otrzymał na pierwszym posiedzeniu Świętego Synodu Serbskiego Kościoła Prawosławnego po zakończeniu II wojny światowej. W 1947 został wybrany na biskupa toplickiego, wikariusza patriarchy Serbii. Jego chirotonia biskupia odbyła się w belgradzkim soborze św. Michała Archanioła 29 czerwca tego samego roku, pod przewodnictwem patriarchy serbskiego Gabriela V, któremu asystowali metropolita skopski Józef oraz metropolita Czarnogórzy i Przymorza Arseniusz.
W 1951 został ordynariuszem eparchii banackiej, zaś od roku następnego zarządzał, jako administrator, także eparchią temesvarską. Biskupem Banatu pozostał do śmierci w 1979. Został pochowany w soborze we Vršacu.